# Vencelas Dabaya
Vencelas Dabaya Tientcheu (* 28. April 1981 in Kumba, Kamerun) ist ein ehemaliger französischer Gewichtheber kamerunischer Abstammung.

## Sportliche Karriere
Vencelas Dabaya begann im Alter von 12 Jahren in Kamerun mit dem Gewichtheben, obwohl seine Eltern dies ablehnten. Nach seiner ersten Teilnahme an Weltmeisterschaften im Jahr 1999 entschied sich Dabaya nach Frankreich zu ziehen, um bessere Trainingsmöglichkeiten nutzen zu können.
Bei seinen ersten Olympischen Spielen 2004 in Athen trat Dabaya für Kamerun an und belegte in der Klasse bis 69 kg den fünften Platz mit 327,5 kg im Zweikampf. Er war auch Flaggenträger der kamerunischen Delegation. Im November 2004 nahm er die französische Staatsangehörigkeit an und tritt seitdem für Frankreich an.
2005 zu den Weltmeisterschaften in Doha konnte Dabaya mit 324,0 kg hinter Shi Zhiyong und Lee Bae-yeong die Bronzemedaille im Zweikampf, sowie jeweils im Reißen und Stoßen, gewinnen.
2006 trat Dabaya bei den Europameisterschaften in Władysławowo an und gewann diesmal Silber im Zweikampf mit 325,0 kg, Silber im Stoßen mit 180,0 kg und Bronze im Reißen mit 145,0 kg. Sieger wurde der Bulgare Demir Demirew. Bei der WM im selben Jahr in Santo Domingo gewann Dabaya seinen ersten Weltmeistertitel mit einer Zweikampfleistung von 332,0 kg, diesmal vor Shi und Demirew.
Ein Jahr später entschied Dabaya die Europameisterschaften für sich, indem er 331,0 kg erzielte. Tigran Geworg Martirosjan hob dieselbe Last, war allerdings schwerer. Bei der WM konnte sich Dabaya aufgrund des starken Teilnehmerfelds nicht durchsetzen und wurde mit 330 kg Vierter hinter Zhang Guozheng, Shi und Demirew.
Bei den Europameisterschaften 2008 verwies der letztjährige Zweite Martirosjan Dabaya mit 346,0 kg zu 333,0 kg recht deutlich auf Platz zwei. Im Rahmen seiner Vorbereitung auf die Olympischen Spiele 2008 nahm Dabaya am Internationalen Turnier in Heidelberg teil. Mit einem Körpergewicht von 72,7 kg konnte Dabaya 152,0 kg reißen und 187,0 kg stoßen.
Diese Leistung bildete eine solide Grundlage für die Olympischen Spiele in Peking. Dort eröffnete er im Stoßen mit gültigen 187,0 kg, nachdem er im Reißen 151,0 kg einbringen konnte. Mit diesem Zweikampfergebnis von 338,0 kg war ihm die Silbermedaille bereits sicher, denn Martirosjan, der ebenfalls 338,0 kg hob, war erneut der Schwerere von beiden. Für seinen zweiten und dritten Versuch ließ Dabaya 197,0 kg auflegen, was aufgrund seines Körpergewichts Gold bedeutet hätte, doch er scheiterte zweimal an der Last und gewann somit Silber hinter Liao Hui mit 348,0 kg und vor Martirosjan mit 338,0 kg.
Im Jahr darauf gewann er bei den Europameisterschaften in Bukarest mit 333,0 kg hinter Arakel Mirsojan die Silbermedaille im Zweikampf, sowie Bronze im Reißen und Gold im Stoßen. Die Weltmeisterschaften 2009 in Goyang endeten für ihn mit Platz fünf im Reißen und drei ungültigen Versuchen im Stoßen.
Bei den Weltmeisterschaften 2010 in Antalya blieb Dabaya im Reißen und Stoßen ohne gültigen Versuch, obwohl er einen Monat zuvor bei einem internationalen Turnier in Villeneuve-Loubet zum Teil noch deutlich höhere Lasten bewältigt hatte, dies jedoch mit einem Körpergewicht über seinem Gewichtslimit. Bei der WM 2011 in Paris gelang ihm in beiden Teildisziplinen wenigstens ein gültiger Versuch, mit einer Zweikampfleistung von 313,0 kg reichte es aber nur für den 13. Platz.
Das Olympiajahr 2012 begann für Dabaya mit der Silbermedaille im Zweikampf bei den Europameisterschaften in Antalya hinter Əfqan Bayramov und vor seinem Landsmann Bernardin Matam. Zudem belegte er im Reißen mit 143,0 kg den vierten Platz und gewann im Stoßen mit 175,0 kg die Bronzemedaille. Bei den Olympischen Spielen in London scheiterte er aber dann erneut dreimal an seiner Anfangslast im Reißen von 135,0 kg.
Nach dem Ende seiner Profikarriere wurde Dabaya Trainer im INSEP.

## Persönliche Bestleistungen
- Reißen: 152,0 kg in der Klasse bis 77 kg 2008 in Heidelberg
- Stoßen: 188,0 kg in der Klasse bis 69 kg 2008 in Lignano Sabbiadoro
- Zweikampf: 339,0 kg (152,0/187,0 kg) in der Klasse bis 77 kg 2008 in Heidelberg